# Гареєв Муса Гайсинович
Гаре́єв Муса́ Гайси́нович (башк. Муса Ғайса улы Гәрәев; нар. 9 червня 1922 — пом. 17 вересня 1987) — радянський військовий льотчик-штурмовик, учасник Другої світової війни, двічі Герой Радянського Союзу, полковник авіації (1956).

## Біографія
Народився 9 червня 1922 року в селі Ілякшиде Уфимської губернії (тепер Ілішевський район Башкортостану) в селянській родині. Башкир. Член ВКП(б) з 1944 року.
У 1940 році закінчив 2 курси технікуму НКШС й був призваний до лав РСЧА.
У 1942 році закінчив Енгельсську військову авіаційну школу.
З 25 вересня 1942 року сержант М.Г. Гареєв — у діючій армії, льотчик 944-го штурмового авіаційного полку.
У 1944 році призначений командиром ескадрильї 76-го гвардійського штурмового авіаційного полку 1-ї гвардійської штурмової авіаційної дивізії 1-ї повітряної армії 3-го Білоруського фронту.
Війну закінчив штурманом авіаційного полку, гвардії майор.
Брав участь в боях під Сталінградом, на Донбасі, в Криму, Білорусі, Литві, Польщі, Східній Пруссії.
Всього за роки війни здійснив 250 бойових вильотів на штурмовку військових об'єктів, мостів, залізничних станцій та ворожих укріплень.
Учасник Параду Перемоги на Красній площі в Москві 24 червня 1945 року.
У повоєнні роки командував авіаційним полком. У 1951 році закінчив Військову академію імені Фрунзе, у 1959 році — Військову академію Генштабу. Полковник (1956).
У 1964 році за станом здоров'я вийшов у запас.
Мешкав у місті Уфа. У 1965–1977 роках очолював Башкірський республіканський комітет ДТСААФ.
Обирався депутатом Верховної Ради СРСР 2-го, 3-го та 4-го скликань, депутатом Верховної Ради Башкирської АРСР 7-9 скликань.
Помер 17 вересня 1987 року. Похований у парку Перемоги в місті Уфа.

## Нагороди
Указом Президії Верховної Ради СРСР від 23 лютого 1945 року гвардії капітан Гареєв Муса Гайсинович за здійснення 164 бойових вильоти та виявлені при цьому відвагу і бойову майстерність, удостоєний звання Героя Радянського Союзу з врученням ордена Леніна і медалі «Золота Зірка» (№ 6227).
Указом Президії Верховної Ради СРСР від 19 квітня 1945 року гвардії майор Гареєв Муса Гайсинович за здійснення 207 бойових вильотів нагороджений другою медаллю «Золота Зірка» (№ 41/II).
Нагороджений орденом Леніна, трьома орденами Червоного Прапора, орденами Трудового Червоного Прапора, Богдана Хмельницького 3-го ступеня, Олександра Невського, двома орденами Вітчизняної війни 1-го ступеня, трьома орденами Червоної Зірки й медалями.
Почесний громадянин міста Уфа.

## Пам'ять
У 1948 році у рідному селі М. Гареєва встановлено бронзове погруддя Героя. У 1960 році погруддя було перенесене на бульвар Слави в місті Уфа.
На будинку № 4 по вулиці Худайбердина в Уфі, де мешкав М. Гареєв, встановлено меморіальну дошку з барельєфом Героя.
У Третьяковській галереї в Москві зберігається створений народним художником СРСР М. В. Томським у 1947 році з базальту скульптурний портрет М. Гареєва.